# Musée de la Mer (Gorée)
Pour les articles homonymes, voir Musée de la Mer.

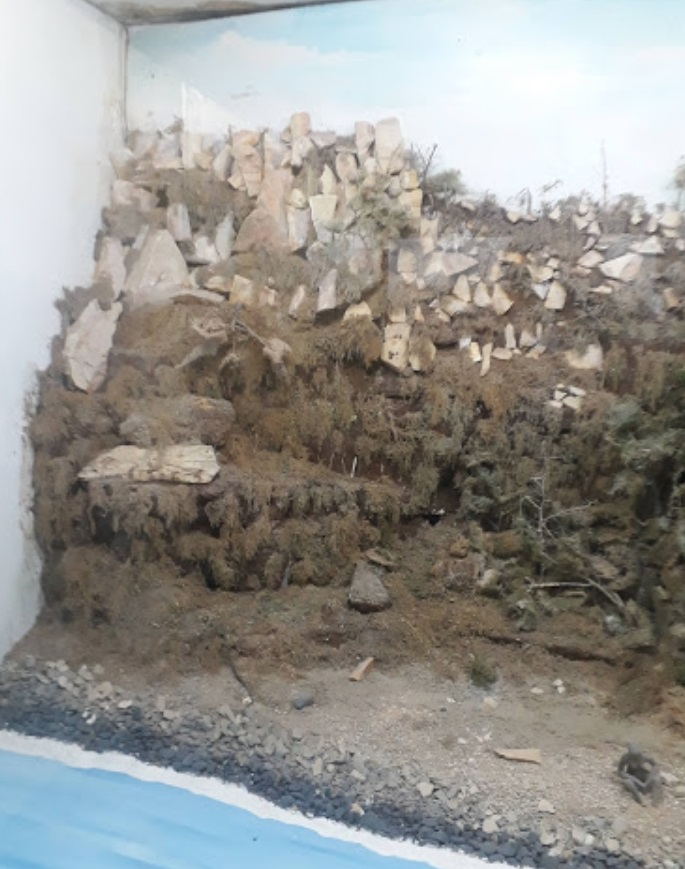
La flore marine.

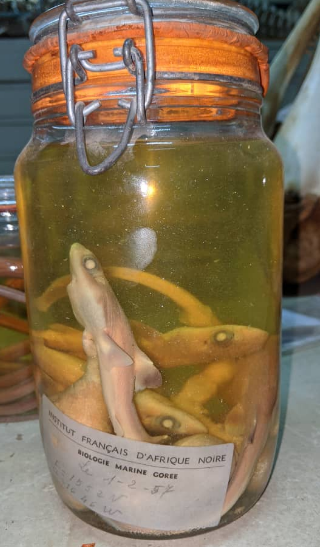
Biologie marine musée de la mer de Gorée.

Le musée de la Mer est un musée maritime rattaché à l'Institut fondamental d'Afrique noire (IFAN), et installé sur l'île de Gorée, dans la baie de Dakar, au Sénégal.

## Géographie

### Localisation
L'Île de Gorée est une des dix-neuf communes d'arrondissement de la ville de Dakar, Sénégal. C'est une île de 18,2 hectares baignée par les eaux de l'océan Atlantique et située à deux kilomètres au large du port principal de Dakar, dans la rade de la presqu’île du Cap-Vert. Les températures en journée oscillent entre 17 et 25° l’hiver et entre 24 et 30 ° l’été.

## Histoire
Le musée a été inauguré en décembre 1959 en même temps que l'Université de Dakar, et ouvert au public en janvier 1960. Il a été entièrement restauré en 1995. L'institut Fondamentale d'Afrique Noire (IFAN) s'est attaché, depuis sa création, à développer les musées dans l'Afrique occidentale d'expression française. Si le futur grand musée africain de Dakar (ethnographie et sciences naturelles) n'existe pas encore, d'autres réalisations out cependant vu le jour à Niamey, Bamako, Abidjan, Saint-Louis et Dakar (Musée historique de Gorée). Le Musée de la mer est la plus récente de ces réalisations. Il s'agissait, avec des moyens matériels limités, de donner au public une vue d'ensemble des choses de la mer, depuis la composition de l'eau de mer jusqu'à la pêche, en passant par les aspects les plus divers du monde vivant.

## Aspect scientifique
Le musée est réputé pour sa collection de 750 espèces de poissons et 700 espèces de mollusques. Les écosystèmes et l'habitat de la région y sont également présentés.
Le Musée de la mer, fondé à Gorée par l'Institut français d'Afrique noire, a été inauguré en décembre 1959, en même temps que l'université de Dakar, et ouvert au public le 1er janvier 1960. Il convient de remarquer que, jusqu'à présent, c'est le premier établissement de cet ordre créé sur la côte occidentale d'Afrique. C'est, d'autre part, le second aboutissement d'une politique muséologique que l'IFAN a toujours poursuivie, depuis sa fondation, il y'a environ vingt ans. En effet, à Gorée également, un musée historique a été installé par les soins de l'institut en 1953. Si ces activités n'ont pu jusqu'ici dépasser le cadre du pittoresque îlot situé à environ 4 milles de Dakar, c'est que cette politique, en dépit de tous les efforts déployés, n'a guère obtenu l'audience des pouvoirs publics. Dans l'impossibilité de faire construire des bâtiments, il a fallu se rabattre sur les locaux disponibles, hélas bien modestes ! De tels locaux existaient à Gorée ; ils étaient, certes, vétustes, mais on pouvait en tirer parti au prix de quelques ravalements. Ainsi, le Musée de la mer occupe aujourd'hui le rez-de-chaussée de l'ancien hôtel de la Compagnie des Indes du XVIIIe siècle qui ne dépasse guère 20 mètres de façade et 8 mètres de profondeur.
Il n’y avait pas d’autre choix possible. Cependant, si, du fait de sa situation insulaire, le nouveau musée a été - et est encore - soumis à diverses servitudes, il convient de remarquer qu’il accroît, dans une certaine mesure, l’intérêt touristique de la petite île, jadis enjeu d’une rivalité entre la Hollande, l’Angleterre et la France, qui représente le seuil de la pénétration française dans l’Ouest africain. il n’en est pas moins vrai qu’un musée de la mer installé à Dakar même aurait joué un rôle plus efficace .

## Aspect technique et artistique

### Le personnel
Le personnel permanent qui a procédé à l'aménagement du musée était composé du muséographe et d'une artiste peintre, chargée des planches anatomiques, de l'interprétation des dessins scientifiques et des moulages. À la fin des travaux, pour en accélérer le rythme, on avait recruté un décorateur. Le zoologiste, P. L. Dekeyser, s'étant consacré presque entièrement à la coordination scientifique du musée, il en est résulté un système de collaboration efficace : c'est lui qui a assuré le relais entre les spécialistes, tous chercheurs de I'IFAN, et le muséographe. Pour les tâches qui ne nécessitaient pas une présence continue, l'IFAN avait mis à la disposition du musée des aides temporaires : un deuxième zoologiste, un taxidermiste, un menuisier, un dessinateur et un plombier. Le musée s'est assuré le concours de deux artisans : un forgeron-bijoutier maure et un forgeron Wolof. Le premier, ayant participé à d'autres installations d'expositions, avait déjà quelque expérience de ce genre de travail. La plupart des tâches qui étaient demandées à ces deux artisans n'avaient qu'un lointain rapport avec leur métier, mais, comme les intéressés savaient travailler soigneusement, ils ont pu s'adapter facilement.

### La couleur
L'importance primordiale de la couleur dans l'installation d'un musée n'est pas perceptible du premier coup d'œil. Pourtant, discrètement utilisée, elle a un rôle psychologique à jouer, peut-être supérieur à celui de la présentation des objets ou de leur éclairage. Dans ce pays chaud, l'ensemble des sujets est traité dans des tons froids. De groupe en groupe, la teinte dominante change, tout en restant en rapport avec l’harmonie générale. Un petit musée, même avec une légère tendance à la surcharge, peut être agréable à visiter et ne provoquer aucune fatigue, ni pour les yeux, ni pour l’esprit, si le facteur couleur a été pris en considération. Une fois la question couleur - ambiance psychologique résolue, toute la présentation est au service de l’objet et de sa compréhension. On serait fondé à parler d’une esthétique de l’objet dans la conception d‘un musée.

## Galeries

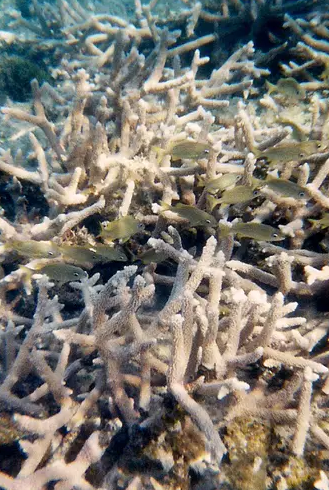
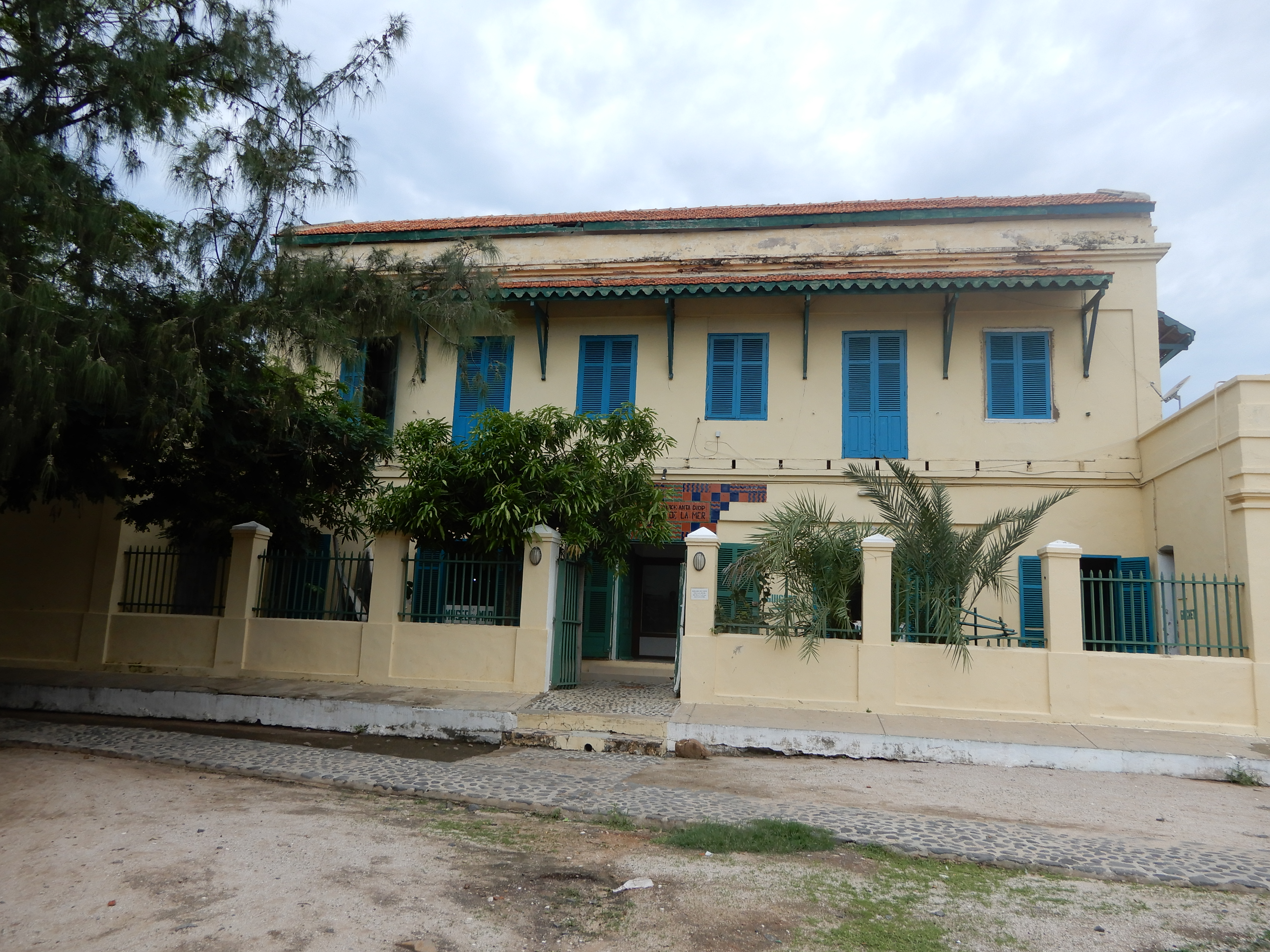
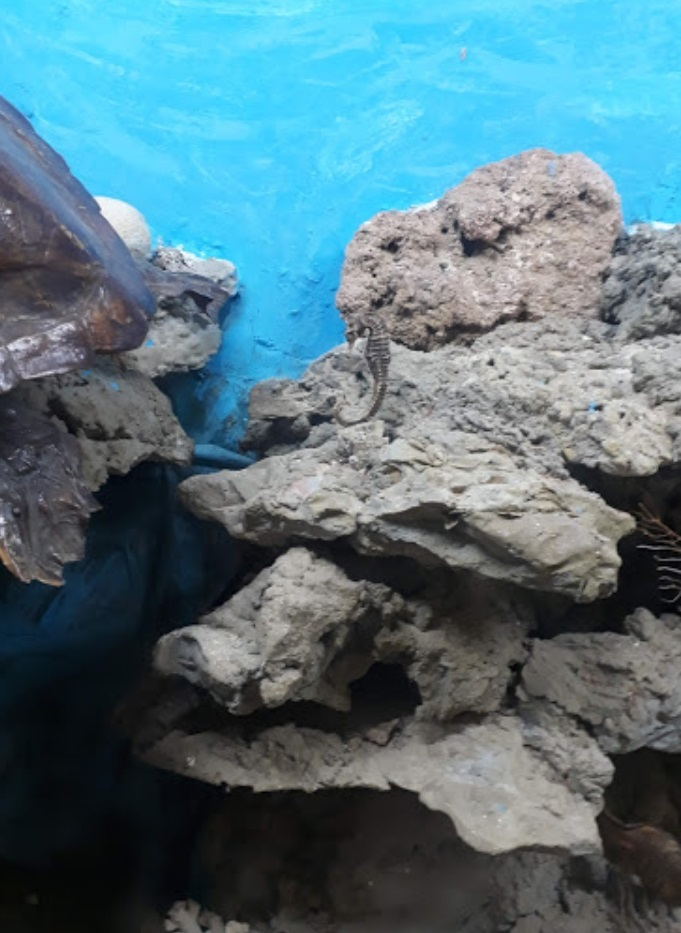
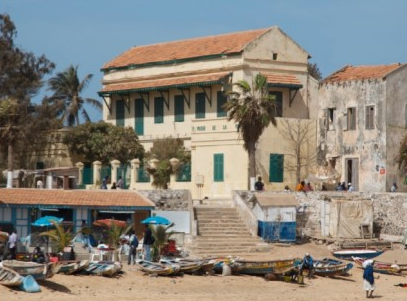
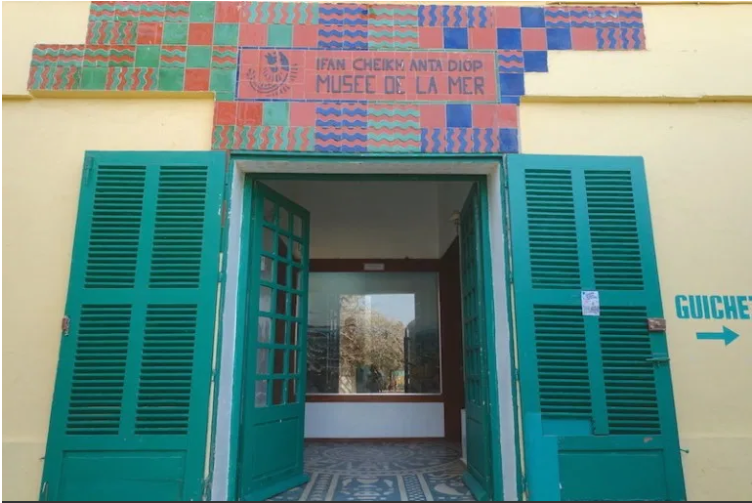